# 2005年大西洋飓风季时间轴

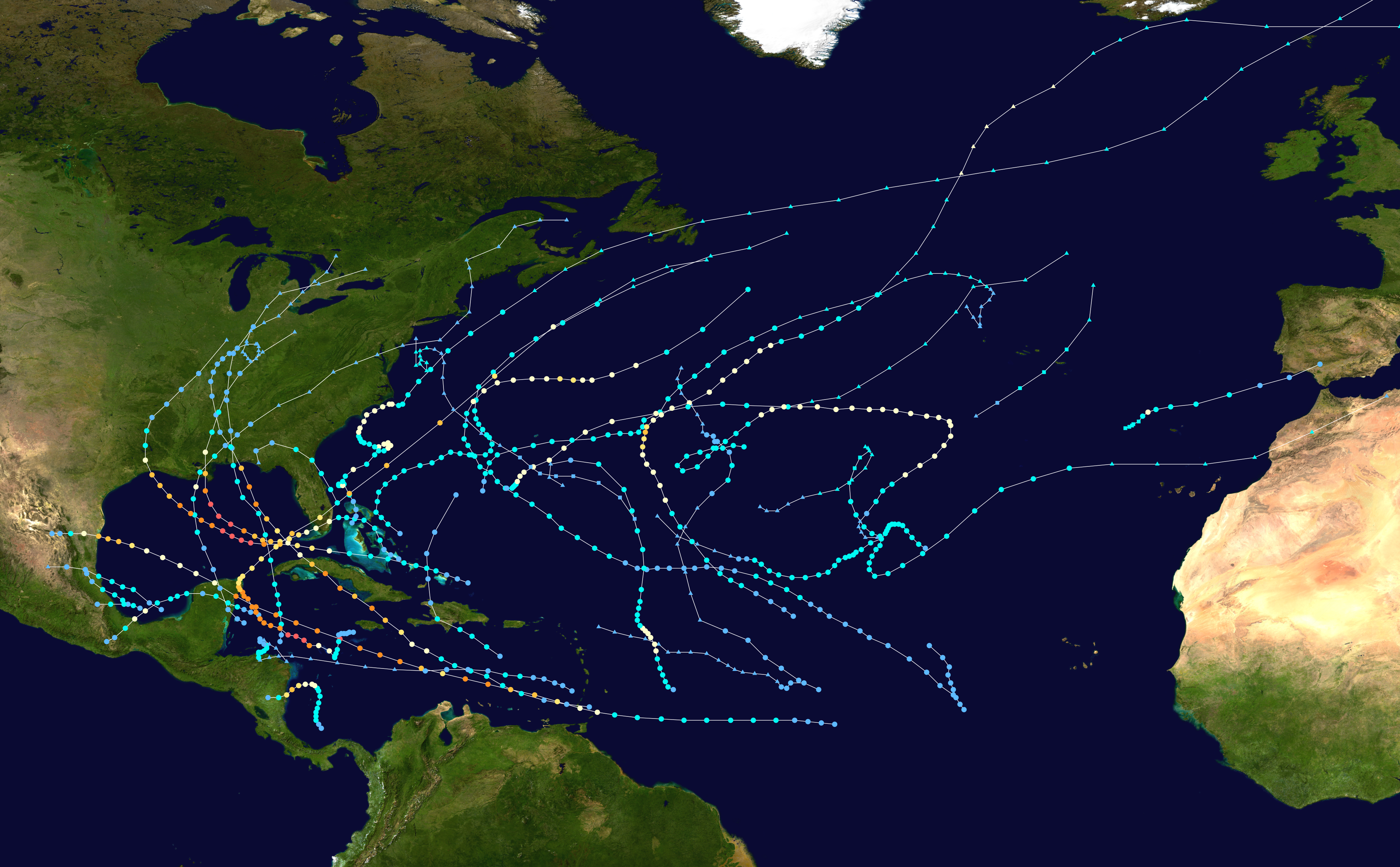
2005年大西洋飓风季所有风暴的路径图。

2005年大西洋飓风季时间轴中记录了全年大西洋盆地所有热带和亚热带气旋形成、增强、减弱、登陆、转变成温带气旋以及消散的具体信息。2005年大西洋颶風季是有纪录以来最活跃的大西洋飓风季，共计形成了多达28个热带或亚热带气旋，并且有4场风暴达到萨菲尔-辛普森飓风等级下的五级飓风强度，这两项都创下了新的纪录。飓风季于2005年6月1日正式开始，同年11月30日结束，传统上这样的日期界定了一年中绝大多数热带气旋在大西洋形成的时间段，但本次飓风季的活动一直持续到了2006年1月份。
美国国家飓风中心每年都会对前一年飓风季的所有天气系统进行重新分析，并根据结果更新其风暴数据库，因此以下时间轴中还包括实际操作中没有发布的信息。包括最大持续风速、位置、距离在内的所有数字都是经四舍五入换算成整数。这年飓风季的活动性是如此之强，以至于有一个未经命名的亚热带风暴起初完全没有被气象部门发现，一直到季后的回顾过程中才知晓。

## 风暴时间轴

### 6月
6月1日
- 2005年大西洋飓风季正式开始。

6月8日
- 协调世界时下午18点：第一号热带低气压在洪都拉斯东北海岸以北近海形成。

6月9日
- 早上6点：第一号热带低气压达到热带风暴强度，美国国家飓风中心因此将其命名为“阿琳”（Arlene）。

6月10日
- 上午8点：热带风暴阿琳以每小时80公里风速在古巴西部的卡波科连特斯（Cabo Corrientes）附近登陆。

6月11日

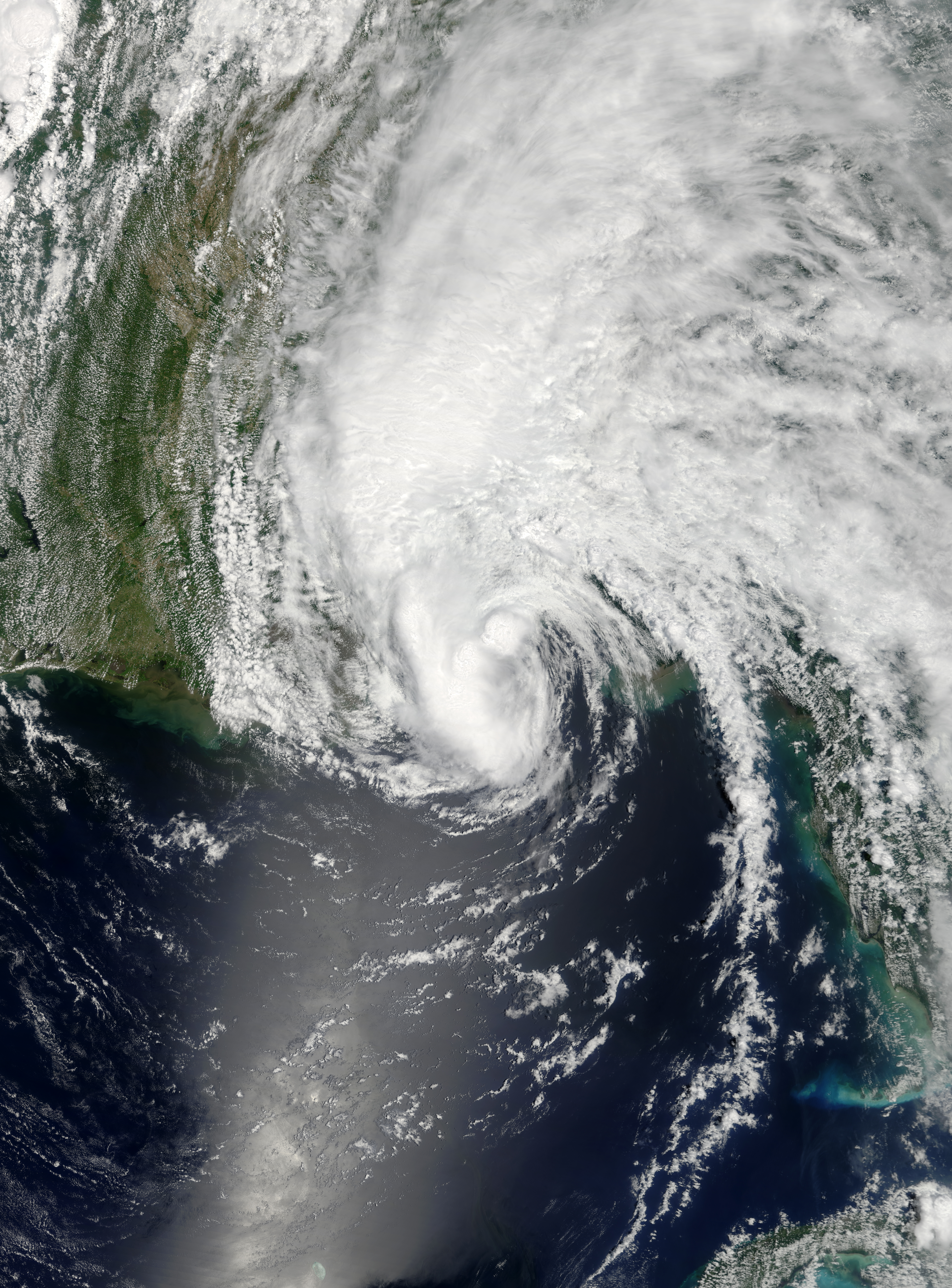
热带风暴阿琳在佛罗里达州彭萨科拉附近进行第二次登陆。

- 晚上19点：热带风暴阿琳以风力时速97公里强度在佛罗里达州彭萨科拉附近进行了第二次登陆。

6月12日：
- 凌晨0点：热带风暴阿琳减弱为热带低气压。

6月13日
- 晚上21点：水文气象预报中心停止对密歇根州上空的热带低气压阿琳进行监控。

6月28日
- 下午18点：第二号热带低气压在墨西哥韦拉克鲁斯州东南偏东方向约90公里海域发展形成。

6月29日
- 凌晨0点：第二号热带低气压达到热带风暴强度并因此获命名为“布雷特”（Bret）。
- 中午12点：热带风暴布雷特以每小时64公里风速从墨西哥韦拉克鲁斯州的图斯潘附近登陆。

6月30日
- 凌晨3点：热带低气压布雷特在墨西哥上空消散。

### 7月
7月3日
- 下午18点：第三号热带低气压在墨西哥金塔纳罗奥州切图马尔以东约130公里洋面的加勒比海西北部形成。

7月4日
- 凌晨3点30分：第三号热带低气压以每小时56公里风速登陆尤卡坦半岛。
- 下午18点：第四号热带低气压在加勒比海东南部形成。
- 晚上21点：第四号热带低气压以风力时速48公里在格林纳达进行了首次登陆。

7月5日
- 早上6点：第三号热带低气压增强成热带风暴并因此获命名为“辛迪”（Cindy）。
- 中午12点：第四号热带低气压达到热带风暴强度并获命名为“丹尼斯”（Dennis）。

7月6日
- 凌晨0点：热带风暴辛迪达到飓风状态。
- 凌晨3点：飓风辛迪以每小时121公里风速在美国路易斯安那州格兰德艾尔西南部进行了第二次登陆。
- 凌晨3点30分左右：飓风辛迪减弱成热带风暴。
- 上午9点：热带风暴辛迪以每小时80公里风速在密西西比州汉考克县韦夫兰（Waveland）进行第三次登陆
- 中午12点：热带风暴辛迪减弱成热带低气压。
- 晚上21点27分：热带风暴丹尼斯达到飓风标准。

7月7日
- 中午12点：飓风丹尼斯达到二级强度。
- 下午15点：热带低气压辛迪在南、北卡罗莱纳州上空转变成温带气旋。
- 下午18点：飓风丹尼斯达到三级强度，成为該季首场大型飓风。

7月8日
- 凌晨0点：飓风丹尼斯达到四级强度。
- 凌晨2点45分：飓风丹尼斯以每小时230公里风速从庞塔德尔英格尔斯（Punta del Ingles）附近登陆古巴东南部，这也是该天气系统的第二次登陆。
- 下午18点45分：飓风丹尼斯以风力时速230公里沿古巴南到中部海岸进行了第三次登陆。
- 晚上9点：水文气象预报中心停止针对热带低气压辛迪的残留发布公告。

7月10日

2005年7月10日，丹尼斯以四级飓风强度逼近美国墨西哥湾沿岸地区。

- 晚上19点30分：飓风丹尼斯以每小时190公里风速在美国佛罗里达州圣罗萨县纳瓦拉海滩（Navarre Beach）以西附近洋面进行了第四次登陆。

7月11日
- 凌晨0点：飓风丹尼斯降级成热带风暴。
- 凌晨0点：第五号热带低气压在向风群岛南部以东约2000公里的大西洋中部海域发展形成。
- 早上6点：热带风暴丹尼斯退化成热带低气压。

7月12日
- 凌晨0点：第五号热带低气压强化为热带风暴并因此获命名为“艾米莉”（Emily）。

7月13日
- 下午15点：水文气象预报中心停止针对热带低气压丹尼斯发布公告。

7月14日
- 凌晨0点：热带风暴艾米莉达到飓风强度。
- 早上7点：飓风艾米莉以风力时速145公里强度登陆格林纳达。
- 中午12点：飓风艾米莉达到二级强度。
- 下午18点：飓风艾米莉成为2005年大西洋飓风季的第二场大型飓风。

7月15日
- 早上6点：艾米莉发展成四级飓风。

7月17日

7月16日即将达到最高强度的飓风艾米莉。

- 凌晨0点：飓风艾米莉达到五级飓风强度，创下大西洋盆地在一个日历年中形成时间最早的五级飓风新纪录。

7月18日
- 早上6点30分：飓风艾米莉以风力时速210公里强度在墨西哥金塔纳罗奥州图卢姆附近进行第二次登陆。

7月20日
- 上午11点35分：飓风艾米莉以每小时201公里风速在墨西哥塔毛利帕斯州博卡马德雷（Boca Madre）附近进行第三次登陆。

7月21日
- 下午18点：热带低气压艾米莉在墨西哥中部上空消散。
- 下午18点：第六号热带低气压在巴哈马附近发展形成。

7月22日
- 凌晨0点：第六号热带低气压达到热带风暴强度并获命名为“富兰克林”（Franklin）。

7月23日
- 下午18点：第七号热带低气压在坎佩切湾形成。

7月24日
- 早上6点：第七号热带低气压升级成热带风暴并获命名为“格特”（Gert）。

7月25日
- 凌晨0点：热带风暴格特以每小时72公里风速在墨西哥塔毛利帕斯坦皮科附近登陆。

7月26日
- 凌晨0点：热带低气压格特在墨西部中部上空消散。

7月30日
- 凌晨0点：热带风暴富兰克林在新斯科舍以东转变成温带气旋。

### 8月
8月2日
- 下午18点：第八号热带低气压在百慕大西南方向约590公里洋面形成。

8月3日
- 早上6点：第八号热带低气压升级成热带风暴并获命名为“哈维”（Harvey）。

8月4日
- 下午18点：第九号热带低气压在佛得角以西约1100公里海域形成。

8月7日
- 下午15点：第九号热带低气压达到热带风暴强度并因此获命名为“艾琳”（Irene）。

8月8日
- 中午12点：热带风暴艾琳退化成热带低气压。

8月10日
- 凌晨0点：热带风暴哈维在纽芬兰岛东南方向约900公里的北大西洋海域转变成温带气旋。

8月11日
- 凌晨0点：热带低气压艾琳再度达到热带风暴强度。

8月13日
- 中午12点：第十号热带低气压在小安的列斯群岛以东约1800公里洋面形成。

8月14日
- 上午11点：第十号热带低气压退化成残留低气压。

8月15日
- 凌晨0点：热带风暴艾琳达到飓风强度。

8月16日

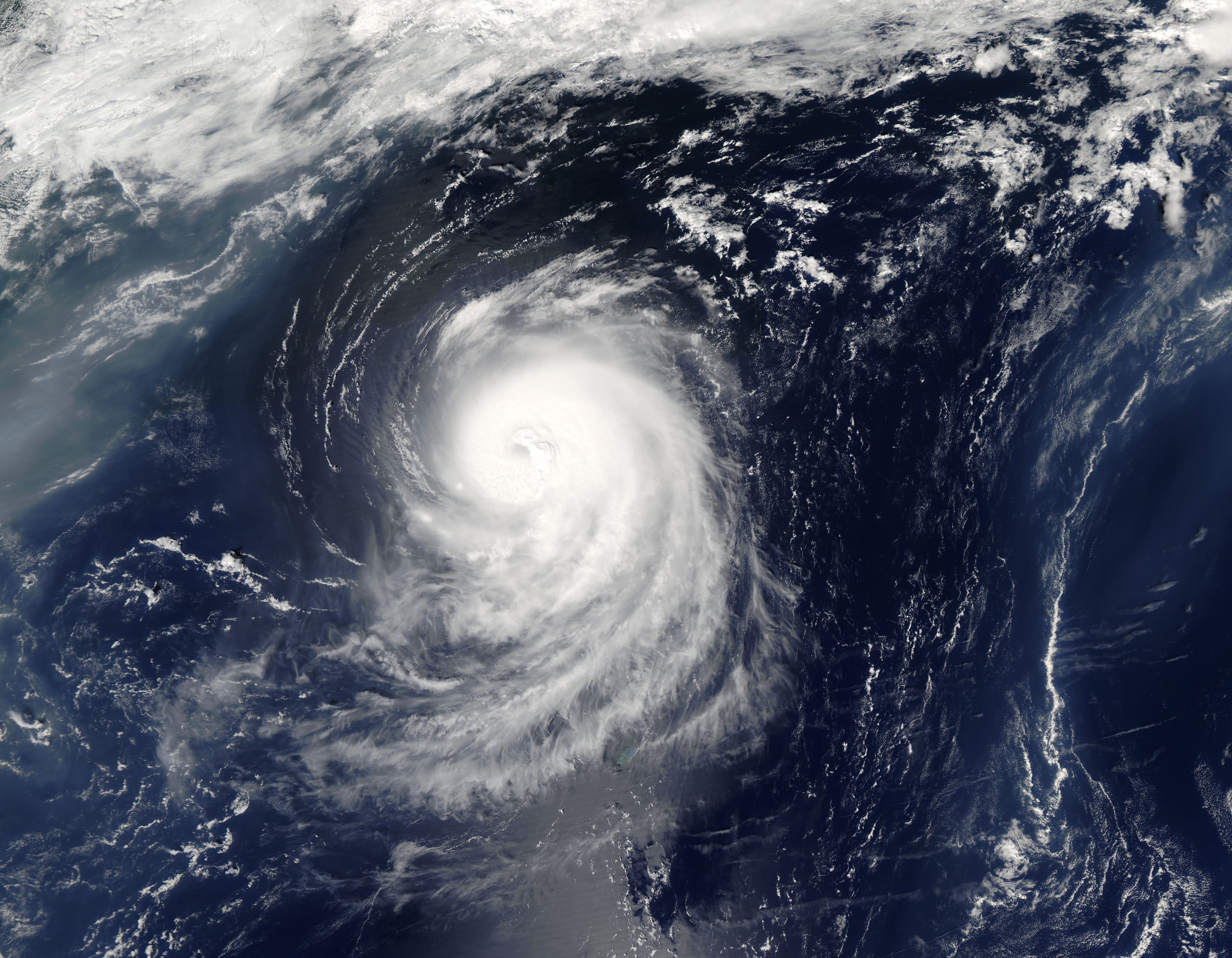
8月15日即将达到最高强度的飓风艾琳。

- 中午12点：飓风艾琳达到二级强度。

8月18日
- 下午18点：热带风暴艾琳被纽芬兰岛东南方向约460公里海域的一片更大规模温带系统吸收。

8月22日
- 中午12点：第十一号热带低气压在坎帕切湾形成。
- 下午18点：第十一号热带低气压成为热带风暴并获命名“何塞”（Jose）。

8月23日
- 凌晨3点30分：热带风暴何塞以风力时速97公里强度登陆墨西哥韦拉克鲁斯州。
- 下午17点：热带低气压何塞消散。
- 下午18点：第十二号热带低气压在巴哈马长岛附近形成。

8月24日
- 中午12点：第十二号热带低气压达到热带风暴强度并获名“卡特里娜”（Katrina）。

8月25日
- 晚上21点：热带风暴卡特里娜达到飓风强度。
- 晚上22点30分：飓风卡特里娜以每小时129公里风速在美国佛罗里达州哈伦代尔海滩和北迈阿密海滩之间进行了首次登陆。

8月26日
- 早上5点：飓风卡特里娜减弱成热带风暴。
- 早上6点：飓风卡特里娜在墨西哥湾再次达到飓风状态。
- 下午18点：飓风卡特里娜成为二级飓风。

8月27日
- 中午12点：飓风卡特里娜达到大型飓风强度。

8月28日

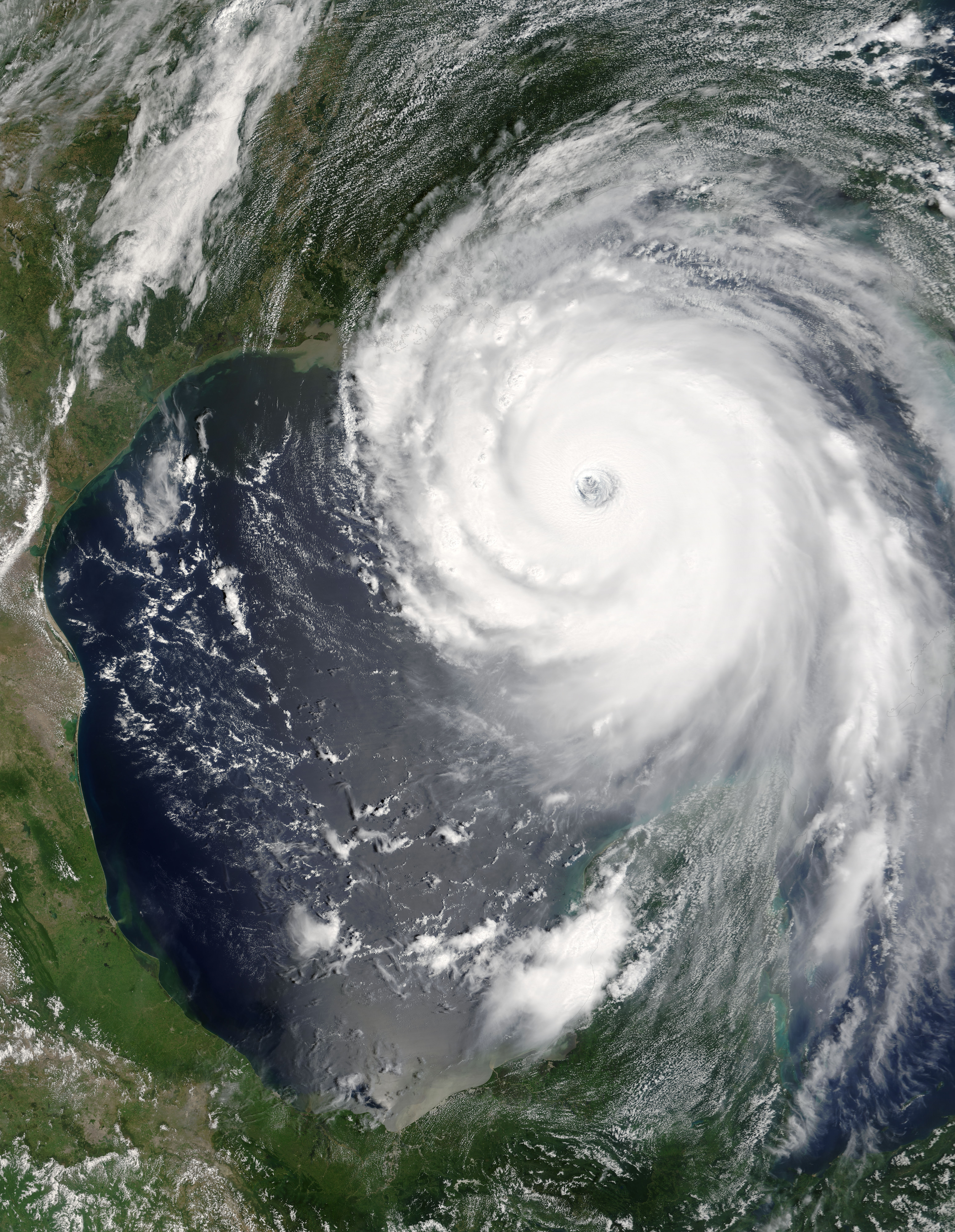
位于墨西哥湾、即将达到五级最高强度的飓风卡特里娜。

- 早上6点：飓风卡特里娜成为四级飓风。
- 中午12点：飓风卡特里娜成为2005年大西洋飓风季的第二场五级飓风。
- 中午12点：第十三号热带低气压在小安的列斯群岛以东约1550公里海域发展形成。
- 下午18点：飓风卡特里娜的中心气压降至902毫巴（百帕，26.64英寸汞柱），成为有纪录以来第四强烈的大西洋飓风。

8月29日
- 上午11点10分：飓风卡特里娜以风力时速204公里强度从美国路易斯安那州普拉克明堂区伯拉斯（Buras）附近进行了第二次登陆。
- 下午14点45分：穿过布雷顿湾（Breton Sound）后，飓风卡特里娜以每小时195公里风速在密西西比州汉考克县皮尔林顿（Pearlington）附近登陆。
- 下午18点：第十三号热带低气压退化成一片广阔的低气压区。

8月30日
- 凌晨0点：飓风卡特里娜减弱成热带风暴。
- 中午12点：热带风暴卡特里娜降级成热带低气压。

8月31日
- 凌晨0点：热带低气压卡特里娜在肯塔基州上空转变成温带低气压。
- 早上6点：第十三号热带低气压在百慕大东南偏东方向约1430公里海域重新发展形成。
- 中午12点：第十三号热带低气压达到热带风暴状态并因此得名“李”（Lee）。

### 9月
9月1日
- 凌晨0点：热带风暴李减弱成热带低气压。
- 凌晨3点：水文气象预报中心停止对加拿大东南部上空的热带低气压卡特里娜进行监控。
- 中午12点：第十四号热带低气压在背风群岛以东约1700公里洋面形成。

9月2日
- 早上6点：热带低气压李在大西洋中部上空降级成残留低气压。
- 中午12点：第十四号热带低气压达到热带风暴强度并获名“玛丽亚”（Maria）

9月4日
- 上午9点：热带风暴玛丽亚达到飓风强度。

9月5日
- 中午12点：飓风玛丽亚成为二级飓风。
- 下午18点：第十五号热带低气压在百慕大西南偏南方向560公里海域发展形成。

9月6日
- 凌晨0点：飓风玛丽亚达到大型飓风标准。
- 凌晨0点：第十五号热带低气压成为热带风暴并获名“内特”（Nate）。
- 早上6点：第十六号热带低气压在巴哈马北部上空发展形成。
- 下午16点：第十六号热带低气压以每小时48公里风速登陆大巴哈马岛。

9月7日
- 早上6点：第十六号热带低气压升级为热带风暴并获命名“奥菲莉亚”（Ophelia）。
- 中午12点：热带风暴内特增强成飓风内特。

9月9日
- 凌晨0点：热带风暴奥菲莉亚达到飓风强度，之后几天里，其强度在飓风和热带风暴标准间进行了多次波动。

9月10日
- 中午12点：热带风暴玛丽亚在亚速尔群岛和开普雷斯（Cape Race）之间中途海域转变成温带气旋。
- 下午18点：热带风暴内特在大西洋中部上空转变成温带气旋。

9月15日

飓风奥菲莉亚于9月14日逼近北卡罗莱纳州。

- 凌晨3点：飓风奥菲莉亚掠过北卡罗莱纳州了望岬（Cape Lookout），但风暴中心位于近海没有登岸。

9月16日
- 凌晨0点：飓风奥菲莉亚最后一次减弱成热带风暴。

9月17日
- 中午12点：第十七号热带低气压在巴巴多斯以东约560公里洋面发展形成。
- 下午18点：第十七号热带低气压升级成热带风暴并获名“菲利普”（Philippe）。

9月18日
- 凌晨0点：热带风暴奥菲莉亚在新斯科舍中部海岸近海转变成温带气旋。
- 凌晨0点：第十八个热带低气压在大特克岛以东约130公里海域形成。
- 下午18点：第十八号热带低气压达到热带风暴强度并获命名为“丽塔”（Rita）。

9月19日
- 凌晨0点：热带风暴菲利普达到飓风强度。

9月20日
- 中午12点：热带风暴丽塔升级成飓风。
- 中午12点：飓风菲利普减弱成热带风暴。
- 下午18点：飓风丽塔达到二级强度。

9月21日
- 早上6点：飓风丽塔成为大型飓风。
- 中午12点：丽塔强化成四级飓风。
- 下午18点：飓风丽塔成为本季第3场五级飓风，创下新的纪录。

9月22日
- 凌晨3点：飓风丽塔的中心气压降至895毫巴（百帕，26.43英寸汞柱），刷新了当时第三强大西洋飓风的纪录。

9月23日
- 中午12点：热带风暴菲利普退化成热带低气压。
- 下午18点：热带低气压菲利普一片广阔非热带低气压中嵌入的下层云层漩涡。

9月24日

飓风丽塔在德克萨斯州和路易斯安那州之间登陆的红外卫星图像。

- 早上7点40分：飓风丽塔以每小时185公里风速在德克萨斯州杰佛逊县萨宾帕斯（Sabine Pass）以东不远处登陆，登陆点属路易斯安那州。
- 下午18点：飓风丽塔降级成热带风暴。

9月25日
- 早上6点：热带风暴丽塔退化成热带低气压。

9月26日
- 上午9点：水文气象预报中心停止监控位于美国中西部上空的热带低气压丽塔，系统中的水分已被一股冷锋吸收。大西洋上自8月23日第十二号热带低气压形成以来首次出现了短暂的平静。

9月30日
- 中午12点：第十九号热带低气压在佛得角群岛西南偏西方向约1065公里海域发展形成。

### 10月
10月1日
- 中午12点：第二十号热带低气压在墨西哥科苏梅尔岛东南方向约210公里洋面形成。

10月2日
- 早上6点：第二十号热带低气压达到热带风暴强度并获名“斯坦”（Stan）。
- 上午10点：热带风暴斯坦以每小时64公里风速从图卢姆以南约64公里处登陆尤卡坦半岛。
- 下午18点：第十九号热带低气压消散。

10月3日
- 凌晨0点：热带风暴斯坦减弱成热带低气压。
- 早上6点：热带低气压斯坦再次达到热带风暴状态。

10月4日
- 早上6点：大西洋东部开放海域的一片低气压区获得了一些热带天气系统特征，发展成亚热带低气压。美国国家飓风中心没有为这个低气压编号。
- 早上6点：热带风暴斯坦增强成飓风。
- 中午12点：东大西洋的亚热带低气压发展成亚热带风暴，但美国国家飓风中心但时并未发现这点，因此也就没有针对这一系统发布任何公告。
- 中午12点：飓风斯坦以风力时速129公里强度在墨西哥韦拉克鲁斯港东南偏东方向约150公里处进行了第二次登陆。
- 下午18点：飓风斯坦减弱为热带风暴。

10月5日
- 凌晨0点：热带风暴斯坦降级成热带低气压。
- 早上6点：之前没有获得命名的亚热带风暴在大西洋东北部上空转变成温带气旋。
- 早上6点：热带低气压斯坦在墨西哥东南部上空消散。
- 早上6点：佛罗里达州朱庇特以东约35公里海域形成了一场热带风暴，美国国家飓风中心为其命名“泰米”（Tammy）。
- 晚上23点：热带风暴泰米以每小时80公里风速在佛罗里达州大西洋海滩附近登陆。

10月6日
- 中午12点：热带风暴泰米退化成热带低气压。
- 晚上21点：水文气象预报中心停止对位于佛罗里达州西部上空的热带低气压泰米进行监控。

10月8日
- 早上6点：第二十二号热带低气压在百慕大东南方向约1000公里洋面发展形成。
- 早上6点：亚速尔群岛东南方向约930公里海域形成了一场亚热带风暴，距欧洲的伊比利亚半岛非常近，美国国家飓风中心以“文斯”（Vince）为其命名。

10月9日

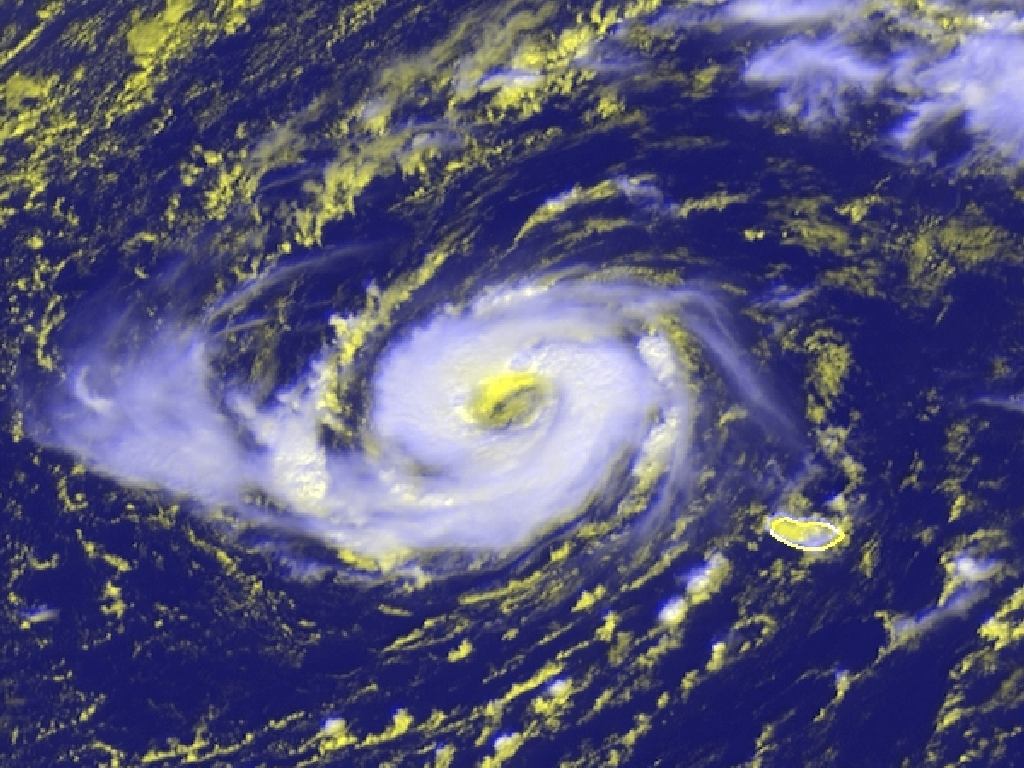
10月9日位于马德拉附近的飓风文斯。

- 中午12点：亚热带风暴文斯获得了足够的热带天气系统特征，转变成热带风暴文斯。
- 下午18点：热带风暴文斯强化成飓风文斯。

10月10日
- 凌晨0点：飓风文斯减弱为热带风暴。
- 早上6点：第二十二号亚热带低气压退化成残留低气压。

10月11日
- 凌晨0点：热带风暴文斯降级为热带低气压。
- 上午9点：热带低气压文斯以风力时速56公里在西班牙韦尔瓦附近登陆，成为有纪录以来第一个登陆该国的热带气旋。
- 中午12点：热带低气压文斯在西班牙上空消散。

10月15日
- 下午18点：第二十四号热带低气压在大开曼东南偏东方向约350公里海域发展形成。

10月17日
- 早上6点：第二十四号热带低气压达到热带风暴状态并获名“威尔玛”（Wilma）。

10月18日
- 中午12点：热带风暴威尔玛强化成飓风。
- 晚上19点左右：飓风威尔玛达到二级强度。
- 晚上21点左右：飓风威尔玛成为大型飓风。

10月19日

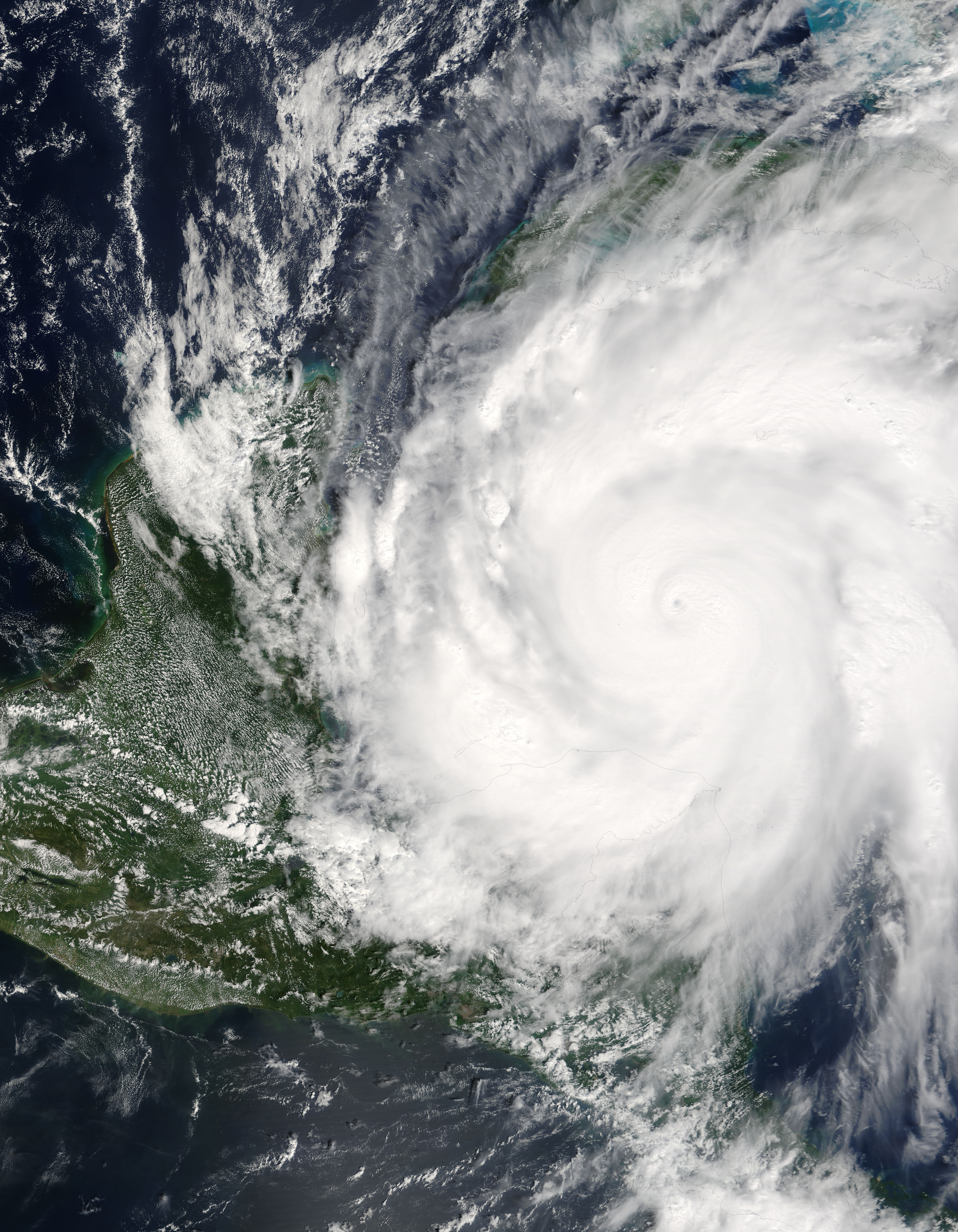
即将达到最高强度、刷新最强大西洋飓风纪录的飓风威尔玛。

- 凌晨0点：威尔玛增强到四级飓风标准。
- 早上6点：飓风威尔玛成为2005年大西洋飓风季的第四场五级飓风。
- 上午8点：飓风威尔玛的中心气压低至884毫巴（百帕，26.11英寸汞柱），创下大西洋盆地飓风强度的新纪录。
- 中午12点：飓风威尔玛的中心气压再降至882毫巴（百帕，26.05英寸汞柱），再度刷新大西洋盆地飓风强度纪录。

10月21日
- 晚上21点45分：飓风威尔玛以风速每小时240公里强度首度登陆科苏梅尔岛。

10月22日
- 凌晨3点30分：飓风威尔玛以风力时速230公里强度在坎昆附近的金塔纳罗奥州莫雷洛斯港（Puerto Morelos）附近进行了第二次登陆。

10月22日
- 中午12点：第二十五号热带低气压在加勒比海东部形成。
- 下午18点：第二十五号热带低气压达到热带风暴强度并获名“阿尔法”（Alpha）。

10月23日
- 上午10点：热带风暴阿尔法以每小时80公里风速从多米尼加巴拉奥纳附近登陆。
- 下午18点：热带风暴阿尔法减弱成热带低气压。

10月24日
- 早上6点：飓风威尔玛再度增强到三级飓风标准。
- 上午10点30分：飓风威尔玛以风力时速190公里强度在佛罗里达州柯里尔县古德兰（Goodland）附近登陆。

10月25日
- 凌晨0点：热带低气压阿尔法退化成连接到飓风威尔玛的低压槽。

10月26日
- 凌晨0点：飓风威尔玛在大西洋开放水域转变成温带气旋。
- 下午18点：第二十六号热带低气压在中美洲近海的加勒比海西南部发展形成。

10月27日
- 早上6点：第二十六号热带低气压强化成热带风暴并获名“贝塔”（Beta）。

10月29日

10月29日的飓风贝塔。

- 凌晨0点：热带风暴贝塔从普罗维登西亚以北近海经过。
- 早上6点：热带风暴贝塔达到飓风强度。

10月30日
- 凌晨0点：飓风贝塔增强至二级强度标准。
- 早上6点：飓风贝塔成为大型飓风。
- 中午12点：飓风贝塔以每小时169公里风速从尼加拉瓜南大西洋自治区的拉巴拉（La Barra）附近登陆。
- 下午18点：飓风贝塔降级成热带风暴。

10月31日
- 凌晨0点：热带风暴贝塔退化成热带低气压，美国国家飓风中心也停止针对系统发布公告。

### 11月
11月14日
- 凌晨0点：第二十七号热带低气压在圣文森特岛以西约160公里海域形成。

11月15日
- 早上6点：第二十七号热带低气压强化成热带风暴，但美国国家飓风中心当时并没有发现这点。

11月16日
- 下午15点：第二十七号热带风暴减弱成热带低气压，并在京斯敦以南失去闭合环流，气象部门也中止针对这一天气系统发布公告。

11月18日
- 下午18点：第二十七号热带低气压在西加勒比海再生并再次达到热带风暴强度。

11月21日
- 早上6点：热带风暴伽马在洪都拉斯以北退化成残留低气压，气象部门也相应停止发布公告。

11月22日
- 下午18点：亚速尔群岛西南方向约1400公里洋面的一股非热带低气压发展形成了亚热带风暴并获名“德尔塔”（Delta）。

11月23日

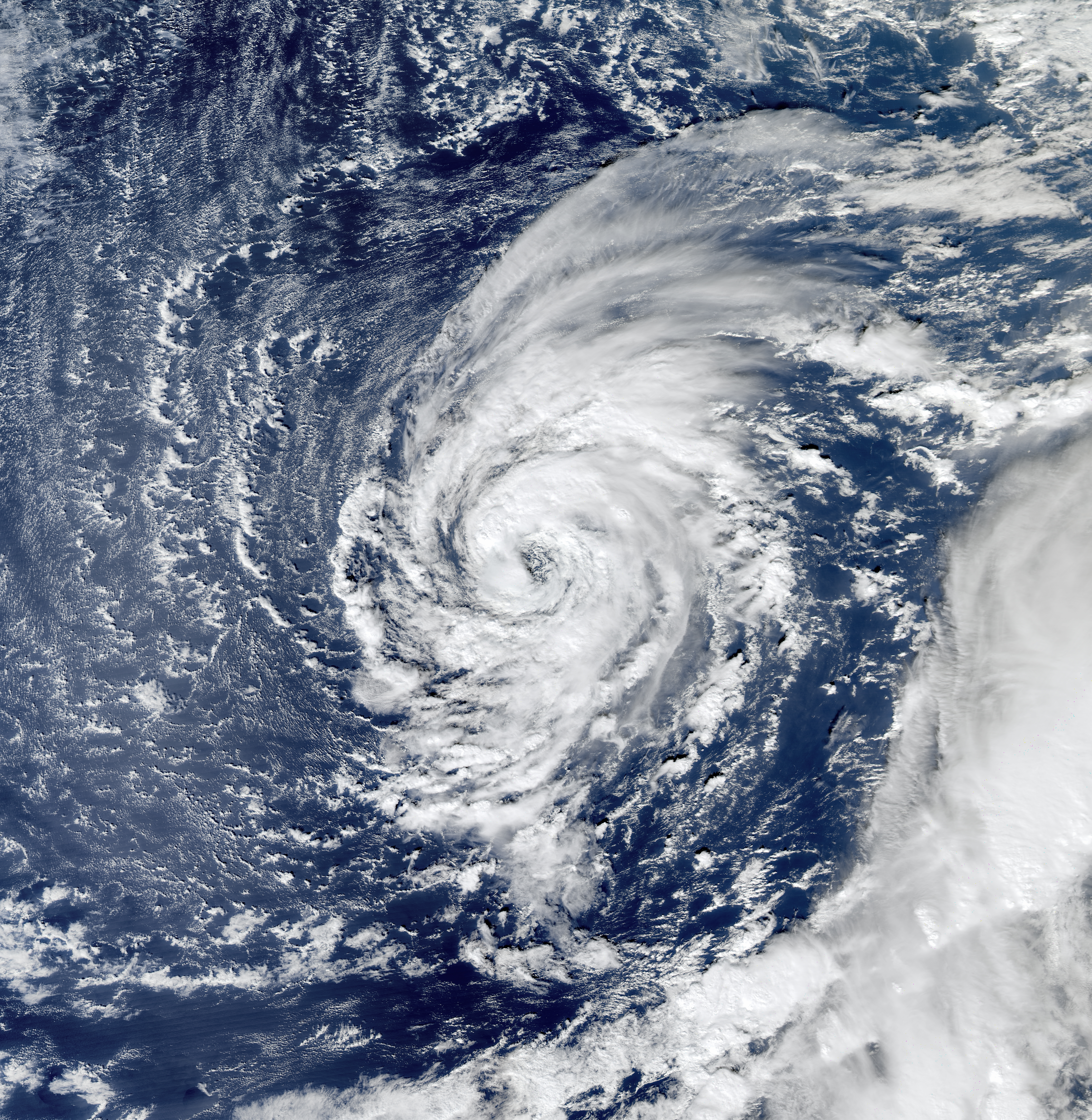
即将达到最高强度的热带风暴德尔塔，其中有一个清晰可见的不规则风眼。

- 中午12点：亚热带风暴德尔塔获得了足够的热带系统特征而成为热带风暴德尔塔。

11月28日
- 中午12点：热带风暴德尔塔在加那利群岛西北偏西方向约400公里海域转变成温带气旋。

11月29日
- 早上6点：百慕大以东洋面的一片非热带低气压发展形成了一场热带风暴，美国国家飓风中心将该热带系统命名为“艾普塞朗”（Epsilon）。

11月30日
- 2005年大西洋飓风季正式结束，但热带风暴艾普塞朗仍处于活动状态。

飓风艾普塞朗在大西洋中部表现出典型的环形结构。

### 12月
12月2日
- 下午18点：热带风暴艾普塞朗达到飓风强度。

12月7日
- 下午18点：飓风艾普塞朗减弱成热带风暴。

12月8日
- 中午12点：热带风暴艾普塞朗降级成热带低气压并失去了对流。

12月30日
- 凌晨0点：第三十号热带低气压在东大西洋上空形成。

12月30日
- 早上6点：第三十号热带低气压达到热带风暴强度并获名“泽塔”（Zeta），成为有纪录以来除1954年的飓风爱丽丝外在一个日历年中形成时间最晚的热带气旋。

### 2006年1月
1月1日
- 时间进入2006年，热带风暴泽塔仍处于活动状态，成为有纪录以来第二个跨飓风季的北大西洋热带气旋。

1月6日
- 早上6点：热带风暴泽塔退化成热带低气压。
- 晚上21点：热带低气压泽塔消散，终于拉上了这个创下多项纪录大西洋飓风季的帷幕。